# Highschool Halleluja
Highschool Halleluja (Originaltitel: Wingin’ it) ist eine kanadische Sitcom, die vom 3. April 2010 bis 25. Mai 2013 auf dem Fernsehsender Family Channel zu sehen war. Die Hauptrollen spielten Dylan Everett (Carl Montclaire) und Demetrius Joyette (Porter Jackson), die nach dem Ende der Serie ebenfalls zusammen in der kanadischen Jugendserie Degrassi: The Next Generation zu sehen waren.
Vom 2. bis zum 18. Mai 2011 wurde die erste Staffel auch auf dem deutschen Sender Nickelodeon ausgestrahlt.
Nach Produktion der 3. Staffel wurde bekannt gegeben, dass keine weitere Staffel der Serie geplant ist. Das Serienfinale lief in Kanada und dem Vereinigten Königreich am 25. Mai 2013.

## Handlung
Die Serie handelt vom 15-jährigen Schüler Carl Montclaire. Er ist ein Außenseiter an seiner High School, der Bennett High, und wird von allen Mitschülern gehänselt. Er hat die ganze Zeit Pech und wird unter anderem auch von seiner Mutter als Pechvogel angesehen. Um ihm zu helfen, wird Porter Jackson zu ihm geschickt. Dieser ist ein Engel in Ausbildung (EIA) und hat die Aufgabe, Carl in den beliebtesten Schüler auf seiner Schule zu verwandeln, damit er seine Engelsflügel bekommt und sich einen vollwertigen Engel nennen darf. Doch da seine Engelskräfte nicht ganz ausgereift sind, geraten er und Carl immer wieder in Probleme.

## Charaktere

### Carl Montclaire
Carl Montclaire ist ein Pechvogel und Außenseiter an seiner Schule. Er wird ständig vom Pech verfolgt und kommt damit nicht klar. Mit Porters Hilfe aber wird er langsam beliebter, gewinnt unter anderem ein Basketball-Turnier und bekommt die Hauptrolle in einem Schultheaterstück. Wie andere Jugendliche in seinem Alter ist Carl an Mädchen interessiert und hat Interesse an der schönen, aber unintelligenten Brittany Hanson.

### Porter Jackson
Porter ist ein Engel in Ausbildung (EIA) und hat die Aufgabe, Carl in den beliebtesten Schüler an seiner Schule zu verwandeln. Sollte er das nicht schaffen, muss er 1000 Jahre warten, bis er eine neue Chance bekommt. Er ist im Gegensatz zu Carl selbstbewusst und beliebt. Während seiner Zeit bei Carl wohnt er in dessen Haus.

### Jane Casey
Jane ist die intelligenteste Schülerin an der „Bennett Highschool“, Mitglied in etlichen Vereinen sowie AGs an ihrer Schule und ist dort auch oft die Vorsitzende. Sie ist Chefredakteurin der Schülerzeitung und möchte später auch Journalistin werden. Jane ist eine gute Freundin von Carl und genau wie er nicht sehr selbstbewusst.

### Alex Horatio P. Rodriguez
Alex ist ein guter Freund von Carl und Jane. Er spricht fließend Swahili und kennt sämtliche Hauptstädte der Welt. Er ist recht eigenartig, ängstlich und spielt eigentlich keine große Rolle in der Serie, taucht aber dennoch in jeder Folge auf.

### Dr. Cassabi
Dr. Cassabi ist bereits ein Engel und der Berater von Porter. Damit er diesen besser bewachen kann, hat er einen Job als Vertrauenslehrer an der „Bennett High“ angenommen. Er muss Porter häufig helfen, wenn mal wieder irgendetwas schiefgegangen ist.

### Brittany Hanson
Brittany ist das beliebteste Mädchen an ihrer Schule. Sie ist zwar schön, aber nicht besonders klug. Brittany möchte später Sängerin werden, hat hierfür aber kein Talent, was sie selbst aber nicht erkennt.

### Angela Montclaire
Angela ist die Mutter von Carl. Carl findet sie peinlich und herablassend, sie sorgt sich aber sehr um ihren Sohn.

### Becky Montclaire
Becky ist die kleine Schwester von Carl. Sie hält es für ihre Aufgabe, als kleine Schwester Carl zu ärgern, wird aber von ihrer Mutter darauf hingewiesen, dass sie keine „Überstunden“ leisten soll.

### Serge Delvecchio
Serge tyrannisiert Carl oft. Er hält ihn für einen Versager und ein Weichei, kann aber auch freundlich zu ihm sein. Serge ist der beste Sportler an der Bennett High und gibt damit auch oft an.

### Denise Simmons
Denise ist wie Porter ein EIA, war aber 500 Jahre in einer Waschbärpuppe gefangen, was ihre eigene Schuld war. Sie taucht daher, als Denise, erst in der 2. Staffel auf. Sie hält nicht viel von Porter, trotzdem kommen beide miteinander klar. Oftmals zaubert sie einfach drauf los, was meist viele Folgen hat. Außerdem verliebt sie sich in Carl.

### Dennis
Dennis ist der Lakai von Doktor Cassabi. Er hat die Gestalt einer Waschbärpuppe, in der zweiten Staffel stellt sich heraus, dass Denise sich vor 500 Jahren in diese Puppe verzaubert hat und die ganze Zeit so blieb.

## Produktion
Highschool Halleluja entstand als Projekt der Temple Street Productions, nach einer Idee von Frank van Keeken. Sie wurde in Toronto (Ontario, Kanada) gedreht. Die musikalische Gestaltung unterlag den Komponisten Benjamin Pinkerton und Alexander Andresen.
Das Titellied zur Serie („Wingin’ it Theme“) wurde von der kanadischen Band Stereos interpretiert. Im Jahr 2010 wurde hierzu ein 2-minütiges Musikvideo veröffentlicht, das die Bandmitglieder während einer Performance und Ausschnitte der Serie zeigt.

## Besetzung und Synchronisation
Die deutsche Synchronfassung stammt von dem in Berlin ansässigen Synchronstudio VSI Berlin GmbH. Dialogregie führten Antonia Ganz und Stefan Ludwig.
| Darsteller            | Rolle                     | Synchronsprecher  |
| --------------------- | ------------------------- | ----------------- |
| Dylan Everett         | Carl Montclaire           | Maximilian Artajo |
| Demetrius Joyette     | Porter Jackson            | Jan Makino        |
| Brittany Adams        | Jane Casey                | Julia Meynen      |
| Brian Alexander White | Alex Horatio P. Rodriguez | Jesco Wirthgen    |
| Wayne Thomas Yorke    | Dr. Cassabi               | Detlef Bierstedt  |
| Hannah Lochner        | Brittany Hanson           | Shalin Rogall     |
| Jennifer Robertson    | Angela Montclaire         | Cathlen Gawlich   |
| Jamie Bloch           | Becky Montclaire          | Luisa Wietzorek   |
| Sebastian Hearn       | Serge Delvecchio          | Wilhelm Garth     |
| Kendra Timmins        | Denise Simmons            | Maria Koschny     |

## Ausstrahlung
| Staffel   | Episoden | Erstausstrahlung (CAN/UK)        | Erstausstrahlung (Deutschland)        |
| --------- | -------- | -------------------------------- | ------------------------------------- |
| Staffel 1 | 13       | 3. April 2010 bis 20. Juni 2010  | 2. Mai 2011 bis 18. Mai 2011          |
| Staffel 2 | 28       | 28. Januar 2011 bis 12. Mai 2012 | 12. September 2011 bis 26. Juli 2012  |
| Staffel 3 | 10       | 03. März 2013 bis 25. Mai 2013   | 23. November 2014 bis 25. Januar 2015 |

Alle Folgen der Serie feierten in Kanada ihre Premiere beim Family Channel. Die deutsche Erstausstrahlung wurde zunächst von Nickelodeon übernommen (Staffel 1 – 2), später dann vom Sender Nicktoons (Staffel 3).

### Episodenliste
| Nummer (gesamt) | Nummer (Staffel) | Originaltitel                | Deutscher Titel                 | Erstausstrahlung (Family Channel) | Erstausstrahlung (Nickelodeon Deutschland) |
| 01              | 01               | Basket Case                  | Ein hoffnungsloser Fall         | 3. April 2010                     | 2. Mai 2011                                |
| 02              | 02               | She Blinded Me With Science  | Alles für die Wissenschaft      | 3. April 2010                     | 3. Mai 2011                                |
| 03              | 03               | Dodge Ball                   | Dicht daneben ist auch vorbei   | 11. April 2010                    | 4. Mai 2011                                |
| 04              | 04               | Cheer Me Up                  | Kosmonautin Claire              | 18. April 2010                    | 5. Mai 2011                                |
| 05              | 05               | One Flu Over The Talent Show | Die Engelgrippe                 | 25. April 2010                    | 6. Mai 2011                                |
| 06              | 06               | Hold The Dressing            | Fashion Boy                     | 3. Mai 2010                       | 9. Mai 2011                                |
| 07              | 07               | Spinner and the Saint        | Die Doppelgänger                | 9. Mai 2010                       | 10. Mai 2011                               |
| 08              | 08               | Big Hairy Deal               | Eine haarige Angelegenheit      | 16. Mai 2010                      | 11. Mai 2011                               |
| 09              | 09               | Porter Jackson Can’t Lose    | Wahlfieber                      | 23. Mai 2010                      | 12. Mai 2011                               |
| 10              | 10               | School Spirit                | Die Schattendimension           | 30. Mai 2010                      | 13. Mai 2011                               |
| 11              | 11               | Do Over                      | Und stündlich grüßt das Referat | 6. Juni 2010                      | 16. Mai 2011                               |
| 12              | 12               | Almost Too Famous            | 3 Minuten Ruhm                  | 13. Juni 2010                     | 17. Mai 2011                               |
| 13              | 13               | Dramarama                    | Theaterdonner                   | 20. Juni 2010                     | 18. Mai 2011                               |

| Nummer (gesamt) | Nummer (Staffel) | Originaltitel                                 | Deutscher Titel                               | Erstausstrahlung (Family Channel) | Erstausstrahlung (Nickelodeon Deutschland) |
| 14              | 01               | Under Her Spell                               | Juheissa-tastisch!                            | 28. Januar 2011                   | 12. September 2011                         |
| 15              | 02               | Me Carl, You Jane-ish                         | Ich Carl, du Jane                             | 5. Februar 2011                   | 13. September 2011                         |
| 16              | 03               | Bully Elliot                                  | Jane Undercover                               | 12. Februar 2011                  | 14. September 2011                         |
| 17              | 04               | Montclaire on the Air                         | Montclaire on the Air                         | 12. Februar 2011                  | 27. September 2011                         |
| 18              | 05               | Err a Parent                                  | Einhörner und Tutus                           | 19. Februar 2011                  | 20. September 2011                         |
| 19              | 06               | Taking Care of Quiz-ness                      | Das Quiz                                      | 26. Februar 2011                  | 19. September 2011                         |
| 20              | 07               | To Serge with Love                            | Liebesgrüße von Serge                         | 12. März 2011                     | 15. September 2011                         |
| 21              | 08               | Fright Club                                   | Angst und Schrecken                           | 8. Oktober 2011                   | 22. September 2011                         |
| 22              | 09               | All Lizards Go to Heaven - Part 1             | Alle Eidechsen kommen in den Himmel 1         | 14. März 2011                     | 23. Oktober 2011                           |
| 23              | 10               | All Lizards Go to Heaven - Part 2             | Alle Eidechsen kommen in den Himmel 2         | 14. März 2011                     | 23. Oktober 2011                           |
| 24              | 11               | Best Before Date                              | Seelentröster Carl                            | 25. März 2011                     | 21. September 2011                         |
| 25              | 12               | Reel Trouble                                  | Ode an die Freude                             | 22. April 2011                    | 22. Oktober 2011                           |
| 26              | 13               | Carl+Alt+Delete                               | Der Meisterschummler                          | 26. Mai 2011                      | 26. September 2011                         |
| 27              | 14               | Magical Kiss-Tery Tour                        | Der Erste-Kuss-Zauber                         | 15. Juni 2011                     | 22. Oktober 2011                           |
| 28              | 15               | Reality Bites                                 | Reality Bites                                 | 1. Oktober 2011                   | 11. Juli 2012                              |
| 29              | 16               | Lucy in the Sky with Carl                     | Ein himmlisches Paar                          | 8. Oktober 2011                   | 20. Juni 2012                              |
| 30              | 17               | Hands Solo                                    | Hands Solo                                    | 15. Oktober 2011                  | 10. Juli 2012                              |
| 31              | 18               | Without a Paddle                              | Without a Paddle                              | 22. Oktober 2011                  | 9. Juli 2012                               |
| 32              | 19               | Alex in Slumberland                           | Alex in Slumberland                           | 29. Oktober 2011                  | 12. Juli 2012                              |
| 33              | 20               | I Carlie                                      | I Carlie                                      | 5. November 2011                  | 16. Juli 2012                              |
| 34              | 21               | Friday Afternoon Fever                        | Friday Afternoon Fever                        | 12. November 2011                 | 19. Juli 2012                              |
| 35              | 22               | Don't Dimension It                            | Die andere Dimension                          | 19. November 2011                 | 19. Juni 2012                              |
| 36              | 23               | Heaven Must Be Missing an Angel               | Heaven Must Be Missing An Angle               | 26. November 2011                 | 17. Juli 2012                              |
| 37              | 24               | I Kinda Always Knew I'd Be Your Lex-Boyfriend | I Kinda Always Knew I'd Be Your Lex-Boyfriend | 4. Januar 2012                    | 24. Juli 2012                              |
| 38              | 25               | Malone's Your Uncle                           | Malone's Your Uncle                           | 11. Januar 2012                   | 20. Juli 2012                              |
| 39              | 26               | We'll Always Have Detention                   | We'll Always Have Detention                   | 18. Januar 2012                   | 23. Juli 2012                              |
| 40              | 27               | Greener-Man vs Polluter                       | Greener-Man Versus Polluter                   | 21. April 2012                    | 25. Juli 2012                              |
| 41              | 28               | At Home By Myself... With Carl                | At Home By Myself... With Carl                | 12. Mai 2012                      | 26. Juli 2012                              |

| Nummer (gesamt) | Nummer (Staffel) | Originaltitel             | Deutscher Titel           | Erstausstrahlung (Family Channel) | Erstausstrahlung (Nicktoons) |
| 42              | 01               | Forget About It           | Vergiss es                | 3. März 2013                      | 23. November 2014            |
| 43              | 02               | Pimento                   | Das Wettessen             | 10. März 2013                     | 30. November 2014            |
| 44              | 03               | Practical Romance         | Practical Romance         | 17. März 2013                     | 7. Dezember 2014             |
| 45              | 04               | Announce of Prevention    | Mit Ansage                | 24. März 2013                     | 14. Dezember 2014            |
| 46              | 05               | What I Re-Like About You  | Neu entfachte Liebe       | 31. März 2013                     | 21. Dezember 2014            |
| 57              | 06               | Angel On Hippocampus      | Engel im Kopf             | 14. April 2013                    | 28. Dezember 2014            |
| 48              | 07               | Cosmonaut Claire 3-D      | -                         | 28. April 2013                    | -                            |
| 49              | 08               | Total Debate of the Heart | Eine Herzensangelegenheit | 5. Mai 2013                       | 11. Januar 2015              |
| 50              | 09               | Flowers for Sergernon     | Blumen für Serge          | 19. Mai 2013                      | 18. Januar 2015              |
| 51              | 10               | Live and Let Fly          | Leben und Fliegen lassen  | 25. Mai 2013                      | 25. Januar 2015              |